# ナユタン星からの物体Y
『ナユタン星からの物体Y』は、ナユタン星人の二作目のスタジオ・アルバム。

## 概要
前作『ナユタン星からの物体X』から約2年ぶりに発売したアルバムであり、代表曲『エイリアンエイリアン』、『ダンスロボットダンス』など既存曲とアルバム曲に加え、ボーナス曲が3曲加わった全13曲が収録されている。

## トラックリスト
1. 「エイリアンエイリアン」
2. 「ミステリーサイクル」
3. 「月光ミュージック」
4. 「ダンスロボットダンス」
5. 「エキシビション空中戦」
6. 「火星のララバイ」
7. 「太陽系デスコ」
8. 「ディスコミュ星人」
9. 「惑星ループ」
10. 「レグルス」
11. 「エアリーフォール」(Bonus Track)
12. 「パオパオチャンネル」(Bonus Track)
13. 「?????????」(Secret Track)